# 1616
Portal Geschichte | Portal Biografien | Aktuelle Ereignisse | Jahreskalender | Tagesartikel

◄ |
16. Jahrhundert |
17. Jahrhundert
| 18. Jahrhundert | ►

◄ |
1580er |
1590er |
1600er |
1610er
| 1620er | 1630er | 1640er | ►

◄◄ |
◄ |
1612 |
1613 |
1614 |
1615 |
1616
| 1617 | 1618 | 1619 | 1620 | ► | ►►
Staatsoberhäupter  · Nekrolog   · Musikjahr
| Januar | Januar | Januar | Januar | Januar | Januar | Januar | Januar |
| Kw     | Mo     | Di     | Mi     | Do     | Fr     | Sa     | So     |
| ------ | ------ | ------ | ------ | ------ | ------ | ------ | ------ |
| 53     |        |        |        |        | 1      | 2      | 3      |
| 1      | 4      | 5      | 6      | 7      | 8      | 9      | 10     |
| 2      | 11     | 12     | 13     | 14     | 15     | 16     | 17     |
| 3      | 18     | 19     | 20     | 21     | 22     | 23     | 24     |
| 4      | 25     | 26     | 27     | 28     | 29     | 30     | 31     |

| Februar | Februar | Februar | Februar | Februar | Februar | Februar | Februar |
| Kw      | Mo      | Di      | Mi      | Do      | Fr      | Sa      | So      |
| ------- | ------- | ------- | ------- | ------- | ------- | ------- | ------- |
| 5       | 1       | 2       | 3       | 4       | 5       | 6       | 7       |
| 6       | 8       | 9       | 10      | 11      | 12      | 13      | 14      |
| 7       | 15      | 16      | 17      | 18      | 19      | 20      | 21      |
| 8       | 22      | 23      | 24      | 25      | 26      | 27      | 28      |
| 9       | 29      |         |         |         |         |         |         |

| März | März | März | März | März | März | März | März |
| Kw   | Mo   | Di   | Mi   | Do   | Fr   | Sa   | So   |
| ---- | ---- | ---- | ---- | ---- | ---- | ---- | ---- |
| 9    |      | 1    | 2    | 3    | 4    | 5    | 6    |
| 10   | 7    | 8    | 9    | 10   | 11   | 12   | 13   |
| 11   | 14   | 15   | 16   | 17   | 18   | 19   | 20   |
| 12   | 21   | 22   | 23   | 24   | 25   | 26   | 27   |
| 13   | 28   | 29   | 30   | 31   |      |      |      |

| April | April | April | April | April | April | April | April |
| Kw    | Mo    | Di    | Mi    | Do    | Fr    | Sa    | So    |
| ----- | ----- | ----- | ----- | ----- | ----- | ----- | ----- |
| 13    |       |       |       |       | 1     | 2     | 3     |
| 14    | 4     | 5     | 6     | 7     | 8     | 9     | 10    |
| 15    | 11    | 12    | 13    | 14    | 15    | 16    | 17    |
| 16    | 18    | 19    | 20    | 21    | 22    | 23    | 24    |
| 17    | 25    | 26    | 27    | 28    | 29    | 30    |       |

| Mai | Mai | Mai | Mai | Mai | Mai | Mai | Mai |
| Kw  | Mo  | Di  | Mi  | Do  | Fr  | Sa  | So  |
| --- | --- | --- | --- | --- | --- | --- | --- |
| 17  |     |     |     |     |     |     | 1   |
| 18  | 2   | 3   | 4   | 5   | 6   | 7   | 8   |
| 19  | 9   | 10  | 11  | 12  | 13  | 14  | 15  |
| 20  | 16  | 17  | 18  | 19  | 20  | 21  | 22  |
| 21  | 23  | 24  | 25  | 26  | 27  | 28  | 29  |
| 22  | 30  | 31  |     |     |     |     |     |

| Juni | Juni | Juni | Juni | Juni | Juni | Juni | Juni |
| Kw   | Mo   | Di   | Mi   | Do   | Fr   | Sa   | So   |
| ---- | ---- | ---- | ---- | ---- | ---- | ---- | ---- |
| 22   |      |      | 1    | 2    | 3    | 4    | 5    |
| 23   | 6    | 7    | 8    | 9    | 10   | 11   | 12   |
| 24   | 13   | 14   | 15   | 16   | 17   | 18   | 19   |
| 25   | 20   | 21   | 22   | 23   | 24   | 25   | 26   |
| 26   | 27   | 28   | 29   | 30   |      |      |      |

| Juli | Juli | Juli | Juli | Juli | Juli | Juli | Juli |
| Kw   | Mo   | Di   | Mi   | Do   | Fr   | Sa   | So   |
| ---- | ---- | ---- | ---- | ---- | ---- | ---- | ---- |
| 26   |      |      |      |      | 1    | 2    | 3    |
| 27   | 4    | 5    | 6    | 7    | 8    | 9    | 10   |
| 28   | 11   | 12   | 13   | 14   | 15   | 16   | 17   |
| 29   | 18   | 19   | 20   | 21   | 22   | 23   | 24   |
| 30   | 25   | 26   | 27   | 28   | 29   | 30   | 31   |

| August | August | August | August | August | August | August | August |
| Kw     | Mo     | Di     | Mi     | Do     | Fr     | Sa     | So     |
| ------ | ------ | ------ | ------ | ------ | ------ | ------ | ------ |
| 31     | 1      | 2      | 3      | 4      | 5      | 6      | 7      |
| 32     | 8      | 9      | 10     | 11     | 12     | 13     | 14     |
| 33     | 15     | 16     | 17     | 18     | 19     | 20     | 21     |
| 34     | 22     | 23     | 24     | 25     | 26     | 27     | 28     |
| 35     | 29     | 30     | 31     |        |        |        |        |

| September | September | September | September | September | September | September | September |
| Kw        | Mo        | Di        | Mi        | Do        | Fr        | Sa        | So        |
| --------- | --------- | --------- | --------- | --------- | --------- | --------- | --------- |
| 35        |           |           |           | 1         | 2         | 3         | 4         |
| 36        | 5         | 6         | 7         | 8         | 9         | 10        | 11        |
| 37        | 12        | 13        | 14        | 15        | 16        | 17        | 18        |
| 38        | 19        | 20        | 21        | 22        | 23        | 24        | 25        |
| 39        | 26        | 27        | 28        | 29        | 30        |           |           |

| Oktober | Oktober | Oktober | Oktober | Oktober | Oktober | Oktober | Oktober |
| Kw      | Mo      | Di      | Mi      | Do      | Fr      | Sa      | So      |
| ------- | ------- | ------- | ------- | ------- | ------- | ------- | ------- |
| 39      |         |         |         |         |         | 1       | 2       |
| 40      | 3       | 4       | 5       | 6       | 7       | 8       | 9       |
| 41      | 10      | 11      | 12      | 13      | 14      | 15      | 16      |
| 42      | 17      | 18      | 19      | 20      | 21      | 22      | 23      |
| 43      | 24      | 25      | 26      | 27      | 28      | 29      | 30      |
| 44      | 31      |         |         |         |         |         |         |

| November | November | November | November | November | November | November | November |
| Kw       | Mo       | Di       | Mi       | Do       | Fr       | Sa       | So       |
| -------- | -------- | -------- | -------- | -------- | -------- | -------- | -------- |
| 44       |          | 1        | 2        | 3        | 4        | 5        | 6        |
| 45       | 7        | 8        | 9        | 10       | 11       | 12       | 13       |
| 46       | 14       | 15       | 16       | 17       | 18       | 19       | 20       |
| 47       | 21       | 22       | 23       | 24       | 25       | 26       | 27       |
| 48       | 28       | 29       | 30       |          |          |          |          |

| Dezember | Dezember | Dezember | Dezember | Dezember | Dezember | Dezember | Dezember |
| Kw       | Mo       | Di       | Mi       | Do       | Fr       | Sa       | So       |
| -------- | -------- | -------- | -------- | -------- | -------- | -------- | -------- |
| 48       |          |          |          | 1        | 2        | 3        | 4        |
| 49       | 5        | 6        | 7        | 8        | 9        | 10       | 11       |
| 50       | 12       | 13       | 14       | 15       | 16       | 17       | 18       |
| 51       | 19       | 20       | 21       | 22       | 23       | 24       | 25       |
| 52       | 26       | 27       | 28       | 29       | 30       | 31       |          |

| Januar | Januar | Januar | Januar | Januar | Januar | Januar | Januar |
| Kw     | Mo     | Di     | Mi     | Do     | Fr     | Sa     | So     |
| ------ | ------ | ------ | ------ | ------ | ------ | ------ | ------ |
| 53     |        |        |        |        | 1      | 2      | 3      |
| 1      | 4      | 5      | 6      | 7      | 8      | 9      | 10     |
| 2      | 11     | 12     | 13     | 14     | 15     | 16     | 17     |
| 3      | 18     | 19     | 20     | 21     | 22     | 23     | 24     |
| 4      | 25     | 26     | 27     | 28     | 29     | 30     | 31     |

| Februar | Februar | Februar | Februar | Februar | Februar | Februar | Februar |
| Kw      | Mo      | Di      | Mi      | Do      | Fr      | Sa      | So      |
| ------- | ------- | ------- | ------- | ------- | ------- | ------- | ------- |
| 5       | 1       | 2       | 3       | 4       | 5       | 6       | 7       |
| 6       | 8       | 9       | 10      | 11      | 12      | 13      | 14      |
| 7       | 15      | 16      | 17      | 18      | 19      | 20      | 21      |
| 8       | 22      | 23      | 24      | 25      | 26      | 27      | 28      |
| 9       | 29      |         |         |         |         |         |         |

| März | März | März | März | März | März | März | März |
| Kw   | Mo   | Di   | Mi   | Do   | Fr   | Sa   | So   |
| ---- | ---- | ---- | ---- | ---- | ---- | ---- | ---- |
| 9    |      | 1    | 2    | 3    | 4    | 5    | 6    |
| 10   | 7    | 8    | 9    | 10   | 11   | 12   | 13   |
| 11   | 14   | 15   | 16   | 17   | 18   | 19   | 20   |
| 12   | 21   | 22   | 23   | 24   | 25   | 26   | 27   |
| 13   | 28   | 29   | 30   | 31   |      |      |      |

| April | April | April | April | April | April | April | April |
| Kw    | Mo    | Di    | Mi    | Do    | Fr    | Sa    | So    |
| ----- | ----- | ----- | ----- | ----- | ----- | ----- | ----- |
| 13    |       |       |       |       | 1     | 2     | 3     |
| 14    | 4     | 5     | 6     | 7     | 8     | 9     | 10    |
| 15    | 11    | 12    | 13    | 14    | 15    | 16    | 17    |
| 16    | 18    | 19    | 20    | 21    | 22    | 23    | 24    |
| 17    | 25    | 26    | 27    | 28    | 29    | 30    |       |

| Mai | Mai | Mai | Mai | Mai | Mai | Mai | Mai |
| Kw  | Mo  | Di  | Mi  | Do  | Fr  | Sa  | So  |
| --- | --- | --- | --- | --- | --- | --- | --- |
| 17  |     |     |     |     |     |     | 1   |
| 18  | 2   | 3   | 4   | 5   | 6   | 7   | 8   |
| 19  | 9   | 10  | 11  | 12  | 13  | 14  | 15  |
| 20  | 16  | 17  | 18  | 19  | 20  | 21  | 22  |
| 21  | 23  | 24  | 25  | 26  | 27  | 28  | 29  |
| 22  | 30  | 31  |     |     |     |     |     |

| Juni | Juni | Juni | Juni | Juni | Juni | Juni | Juni |
| Kw   | Mo   | Di   | Mi   | Do   | Fr   | Sa   | So   |
| ---- | ---- | ---- | ---- | ---- | ---- | ---- | ---- |
| 22   |      |      | 1    | 2    | 3    | 4    | 5    |
| 23   | 6    | 7    | 8    | 9    | 10   | 11   | 12   |
| 24   | 13   | 14   | 15   | 16   | 17   | 18   | 19   |
| 25   | 20   | 21   | 22   | 23   | 24   | 25   | 26   |
| 26   | 27   | 28   | 29   | 30   |      |      |      |

| Juli | Juli | Juli | Juli | Juli | Juli | Juli | Juli |
| Kw   | Mo   | Di   | Mi   | Do   | Fr   | Sa   | So   |
| ---- | ---- | ---- | ---- | ---- | ---- | ---- | ---- |
| 26   |      |      |      |      | 1    | 2    | 3    |
| 27   | 4    | 5    | 6    | 7    | 8    | 9    | 10   |
| 28   | 11   | 12   | 13   | 14   | 15   | 16   | 17   |
| 29   | 18   | 19   | 20   | 21   | 22   | 23   | 24   |
| 30   | 25   | 26   | 27   | 28   | 29   | 30   | 31   |

| August | August | August | August | August | August | August | August |
| Kw     | Mo     | Di     | Mi     | Do     | Fr     | Sa     | So     |
| ------ | ------ | ------ | ------ | ------ | ------ | ------ | ------ |
| 31     | 1      | 2      | 3      | 4      | 5      | 6      | 7      |
| 32     | 8      | 9      | 10     | 11     | 12     | 13     | 14     |
| 33     | 15     | 16     | 17     | 18     | 19     | 20     | 21     |
| 34     | 22     | 23     | 24     | 25     | 26     | 27     | 28     |
| 35     | 29     | 30     | 31     |        |        |        |        |

| September | September | September | September | September | September | September | September |
| Kw        | Mo        | Di        | Mi        | Do        | Fr        | Sa        | So        |
| --------- | --------- | --------- | --------- | --------- | --------- | --------- | --------- |
| 35        |           |           |           | 1         | 2         | 3         | 4         |
| 36        | 5         | 6         | 7         | 8         | 9         | 10        | 11        |
| 37        | 12        | 13        | 14        | 15        | 16        | 17        | 18        |
| 38        | 19        | 20        | 21        | 22        | 23        | 24        | 25        |
| 39        | 26        | 27        | 28        | 29        | 30        |           |           |

| Oktober | Oktober | Oktober | Oktober | Oktober | Oktober | Oktober | Oktober |
| Kw      | Mo      | Di      | Mi      | Do      | Fr      | Sa      | So      |
| ------- | ------- | ------- | ------- | ------- | ------- | ------- | ------- |
| 39      |         |         |         |         |         | 1       | 2       |
| 40      | 3       | 4       | 5       | 6       | 7       | 8       | 9       |
| 41      | 10      | 11      | 12      | 13      | 14      | 15      | 16      |
| 42      | 17      | 18      | 19      | 20      | 21      | 22      | 23      |
| 43      | 24      | 25      | 26      | 27      | 28      | 29      | 30      |
| 44      | 31      |         |         |         |         |         |         |

| November | November | November | November | November | November | November | November |
| Kw       | Mo       | Di       | Mi       | Do       | Fr       | Sa       | So       |
| -------- | -------- | -------- | -------- | -------- | -------- | -------- | -------- |
| 44       |          | 1        | 2        | 3        | 4        | 5        | 6        |
| 45       | 7        | 8        | 9        | 10       | 11       | 12       | 13       |
| 46       | 14       | 15       | 16       | 17       | 18       | 19       | 20       |
| 47       | 21       | 22       | 23       | 24       | 25       | 26       | 27       |
| 48       | 28       | 29       | 30       |          |          |          |          |

| Dezember | Dezember | Dezember | Dezember | Dezember | Dezember | Dezember | Dezember |
| Kw       | Mo       | Di       | Mi       | Do       | Fr       | Sa       | So       |
| -------- | -------- | -------- | -------- | -------- | -------- | -------- | -------- |
| 48       |          |          |          | 1        | 2        | 3        | 4        |
| 49       | 5        | 6        | 7        | 8        | 9        | 10       | 11       |
| 50       | 12       | 13       | 14       | 15       | 16       | 17       | 18       |
| 51       | 19       | 20       | 21       | 22       | 23       | 24       | 25       |
| 52       | 26       | 27       | 28       | 29       | 30       | 31       |          |

## Ereignisse

### Politik und Weltgeschehen

#### Heiliges Römisches Reich

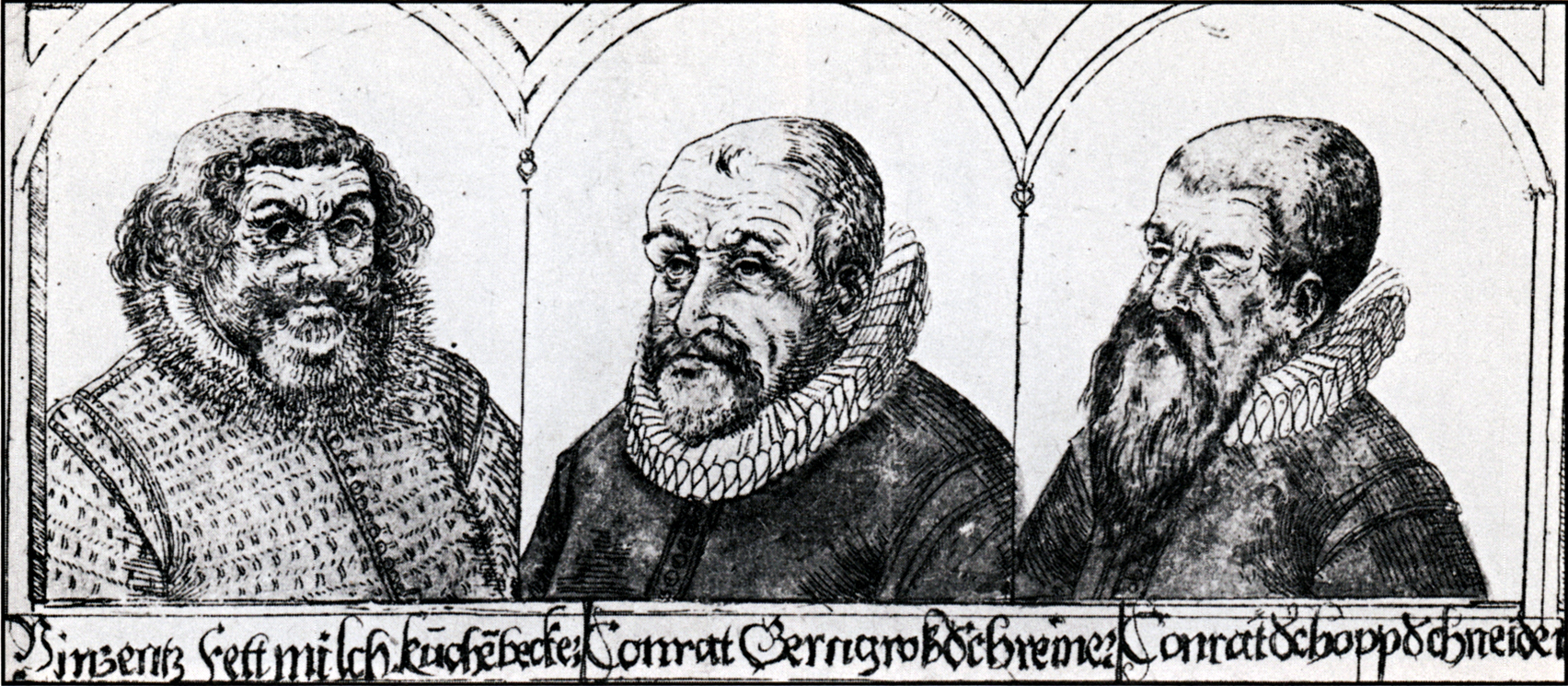
Vinzenz Fettmilch, Conrad Gerngroß und Conrad Schopp, die Anführer des Fettmilchaufstandes

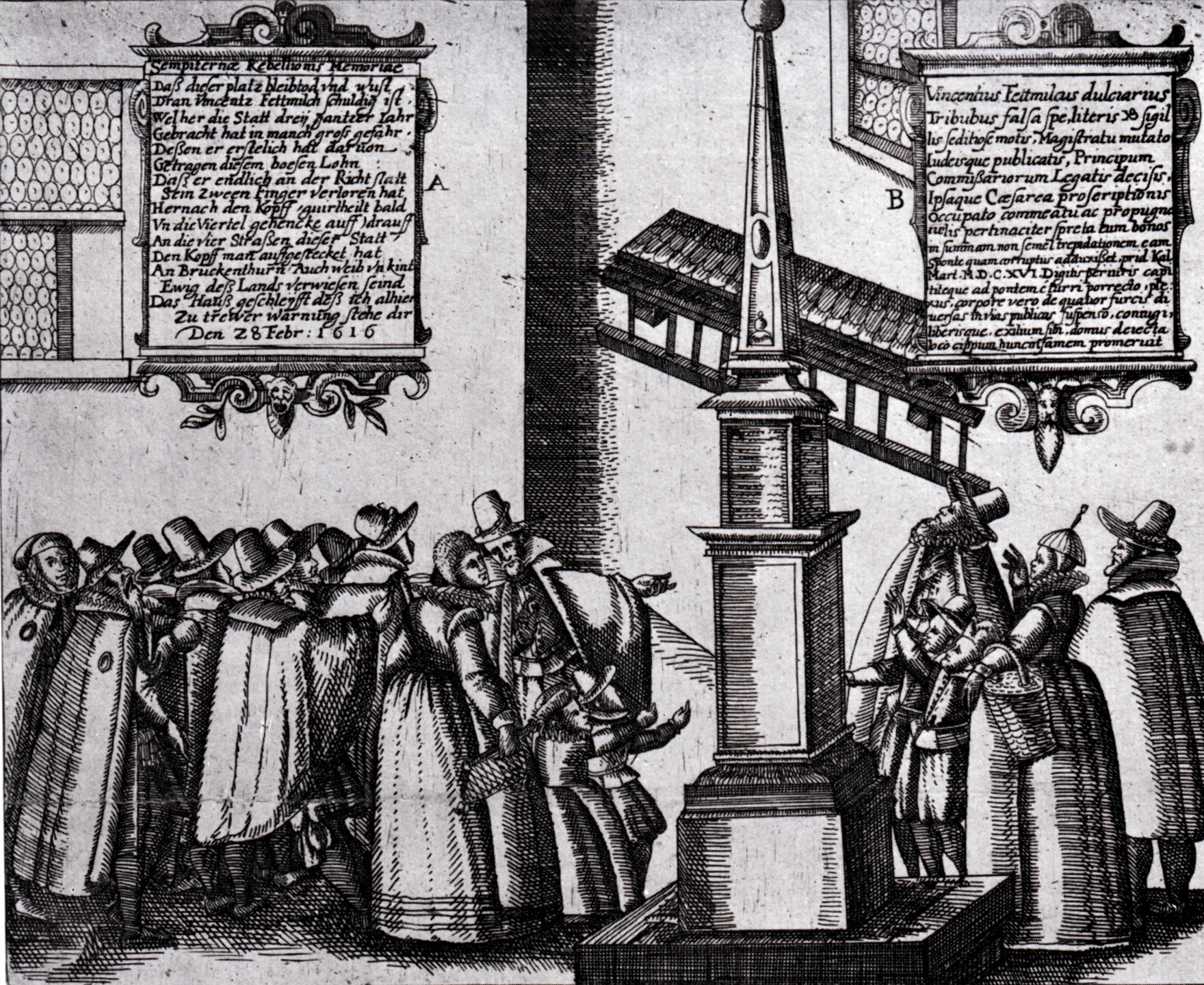
Die in der Töngesgasse anstelle von Fettmilchs Haus errichtete Schandsäule

Nach einem langwierigen fast das ganze Jahr 1615 dauernden Prozess um den Fettmilch-Aufstand von 1614 in der Freien Reichsstadt Frankfurt am Main werden Vinzenz Fettmilch und insgesamt 38 Mitangeklagte nicht direkt wegen der Ausschreitungen gegen die Juden verurteilt, sondern wegen Majestätsverbrechen, da sie die Befehle des Kaisers missachtet haben. Über sieben von ihnen wird das Todesurteil verhängt, das am 28. Februar auf dem Frankfurter Rossmarkt vollstreckt wird. Vor der Enthauptung schlägt man den Verurteilten die Schwurfinger ab, Fettmilch wird darüber hinaus nach seiner Hinrichtung gevierteilt. Die Köpfe von Vinzenz Fettmilch, Konrad Gerngroß, Konrad Schopp und Georg Ebel werden am Frankfurter Brückenturm aufgespießt, Fettmilchs Haus in der Töngesgasse abgerissen und an seiner Stelle eine Schandsäule aufgerichtet, die in deutscher und lateinischer Sprache seine Verbrechen festhält. Nach den Hinrichtungen, die sich mit dem Verlesen der Urteile über mehrere Stunden hinziehen, wird ein kaiserliches Mandat bekannt gemacht, welches die Wiedereinsetzung der im August 1614 verjagten Juden in ihre alten Rechte gebietet. Noch am selben Tag werden die Juden, die bis dahin überwiegend in Höchst und Hanau Zuflucht gefunden haben, in einer feierlichen Prozession in die Judengasse zurückgeführt. An deren Tor wird ein Reichsadler angebracht mit der Umschrift Römisch kaiserlicher Majestät und des heiligen Reiches Schutz.
- In Bayern erfolgt eine Kodifizierung des öffentlichen und privaten Rechts durch das bayerische Landrecht, dieses wird erst durch den Codex Maximilianeus Bavaricus Civilis im Jahr 1756 aufgehoben.

#### Weitere Ereignisse in Europa
- 12. März: In Frankreich werden die Gardes suisses gegründet.
- 19. März: Sir Walter Raleigh wird nach dreizehn Jahren Haft aus dem Tower of London freigelassen.

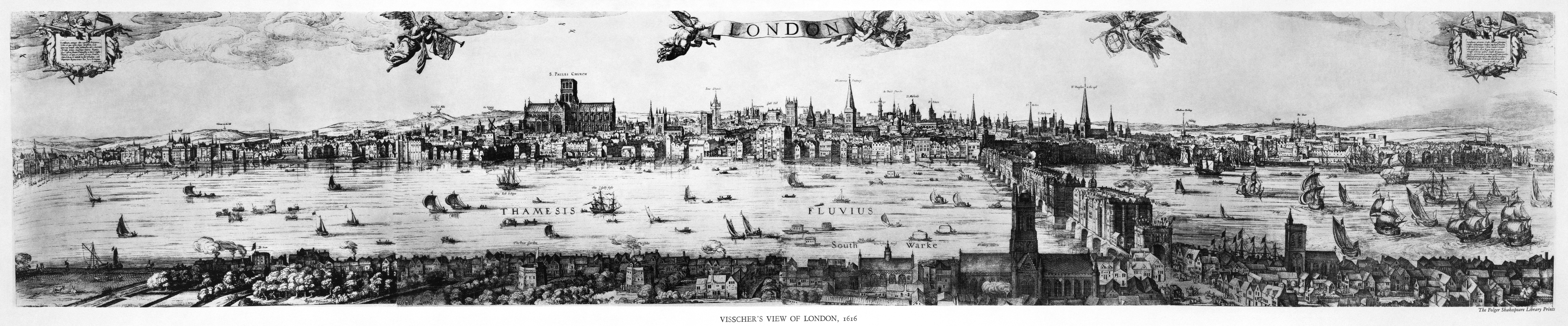
Panorama von London 1616

- Mit dem Marsalforn Tower wird auf Malta unter der Herrschaft von Großmeister Alof de Wignacourt der fünfte der Wignacourt Towers zur Verteidigung der Insel errichtet.

#### Amerika
- 12. Januar: Der portugiesische Kapitän Francisco Caldeira Castelo gründet an der Baía de Guajará, der Mündung des Rio Guamá in den Rio Pará und die Bucht von Marajó in Brasilien, die Festung Forte do Presépio mit dem Ziel, die Region gegen Eroberungsversuche der Engländer, Franzosen und Holländer zu verteidigen.
- Medellín, heute die zweitgrößte Stadt Kolumbiens, wird von Francisco Herrera Campuzano gegründet.

#### Entdeckungsfahrten

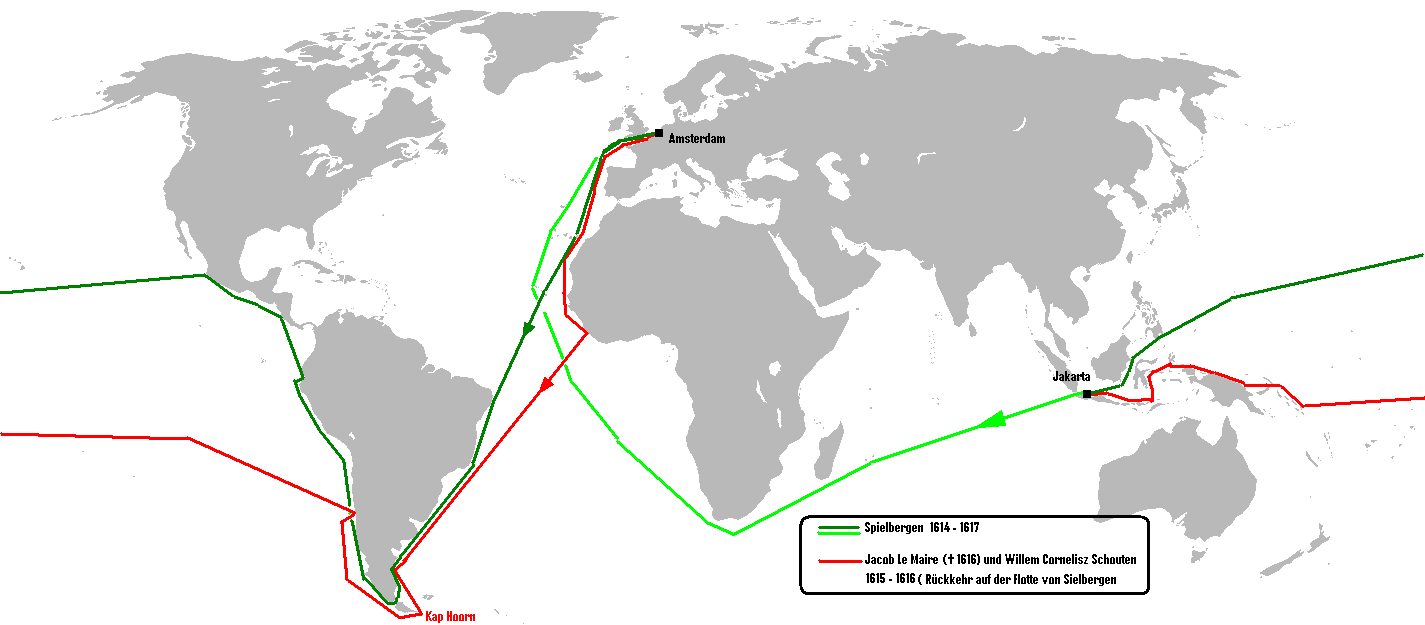
Die Reise von Le Maire und Schouten (rot)

- 29. Januar: Die niederländischen Seefahrer Jacob Le Maire und Willem Cornelisz Schouten gelangen erstmals auf dem Weg um das Kap Hoorn in den Pazifik. In der Folge betreten sie als erste Europäer die Insel Tonga.
- 5. Juli: Nach Durchquerung der später nach ihm benannte Baffin Bay entdeckt William Baffin die Einfahrt in den Smithsund, der allerdings durch festes Eis versperrt ist.
- 10. Juli: Robert Bylot und William Baffin entdecken auf der Suche nach der Nordwestpassage die Einfahrt in den Jonessund, den sie jedoch für eine Bucht halten.
- 25. Oktober: Mit dem Landgang auf einer später nach ihm benannten Insel in der Shark Bay betritt der niederländische Seefahrer Dirk Hartog als zweiter Europäer nach Willem Jansz Australien.

#### Asien
- Der Mandschu-Stammesfürst Nurhaci proklamiert die Ching-Dynastie und macht sich selbst zu ihrem ersten Kaiser mit dem späteren Tempelnamen Tàizǔ.
- Shabdrung Ngawang Namgyel einigt mehrere bis dahin unabhängige Fürstentümer und gründet damit Bhutan.

### Wirtschaft
- Die erste Dänische Ostindien-Kompanie wird gegründet.

### Wissenschaft und Technik
- 5. März: Das Heilige Offizium der römischen Inquisition verbietet das 1543 erschienene Buch von Nikolaus Kopernikus De revolutionibus orbium coelestium mit seinem heliozentrischen Weltbild.

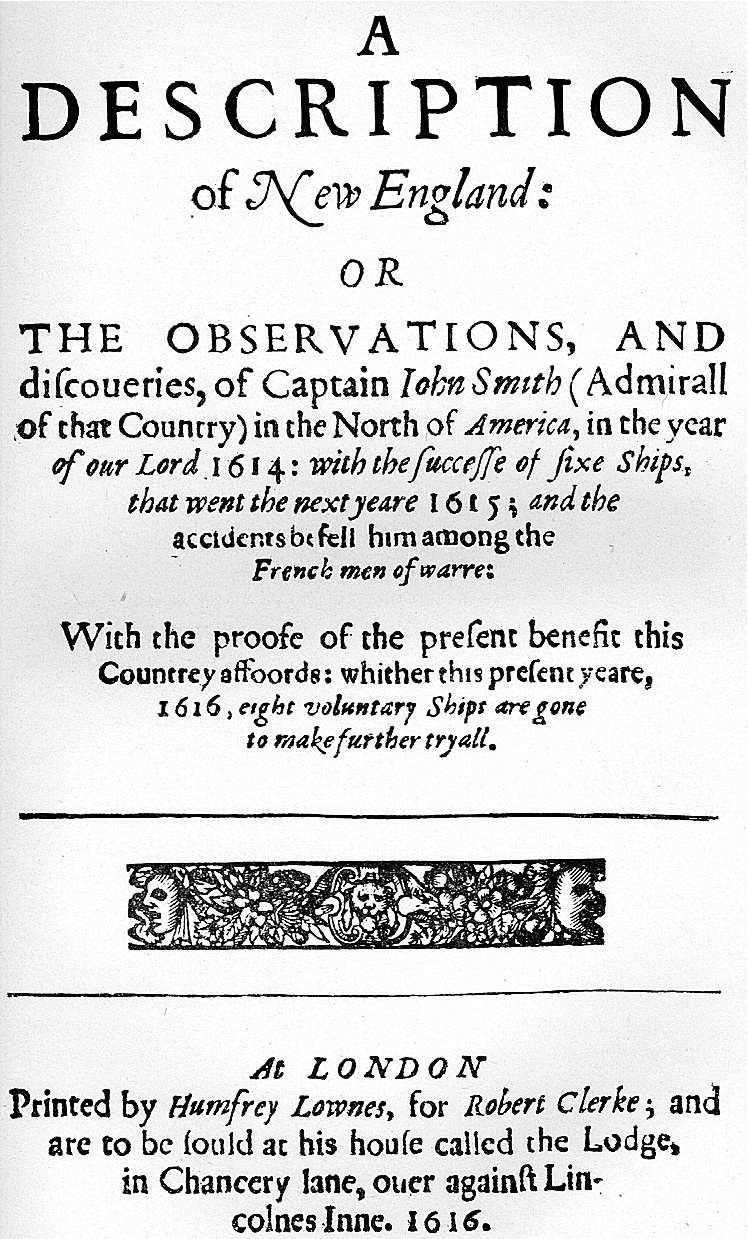
John Smith: Description of New England

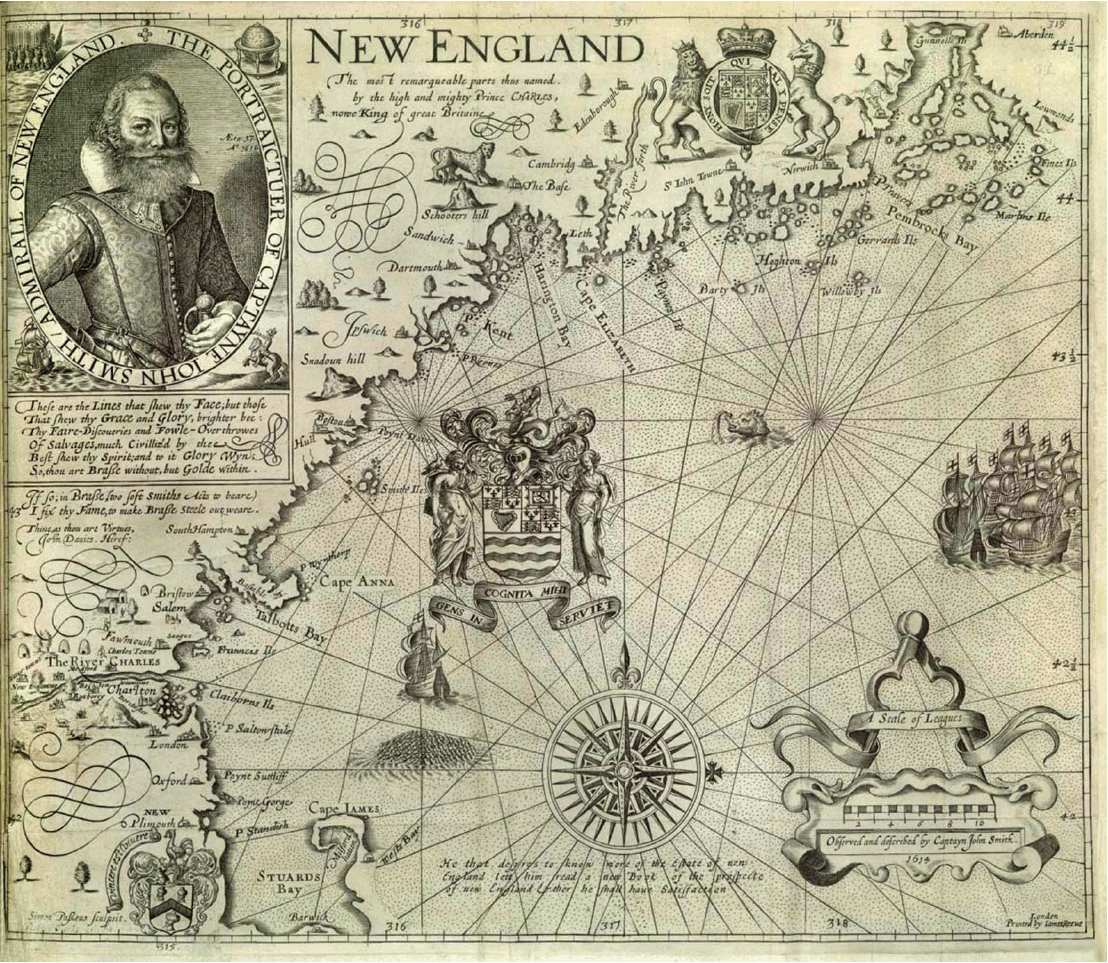
New England, John Smith, 1616

- John Smith veröffentlicht eine Beschreibung seiner Entdeckungsfahrten in Nordamerika, in der er erstmals den Namen New England verwendet.
- Der Jesuitenpater Nicolaus Zucchius entwickelt das erste Spiegelteleskop.

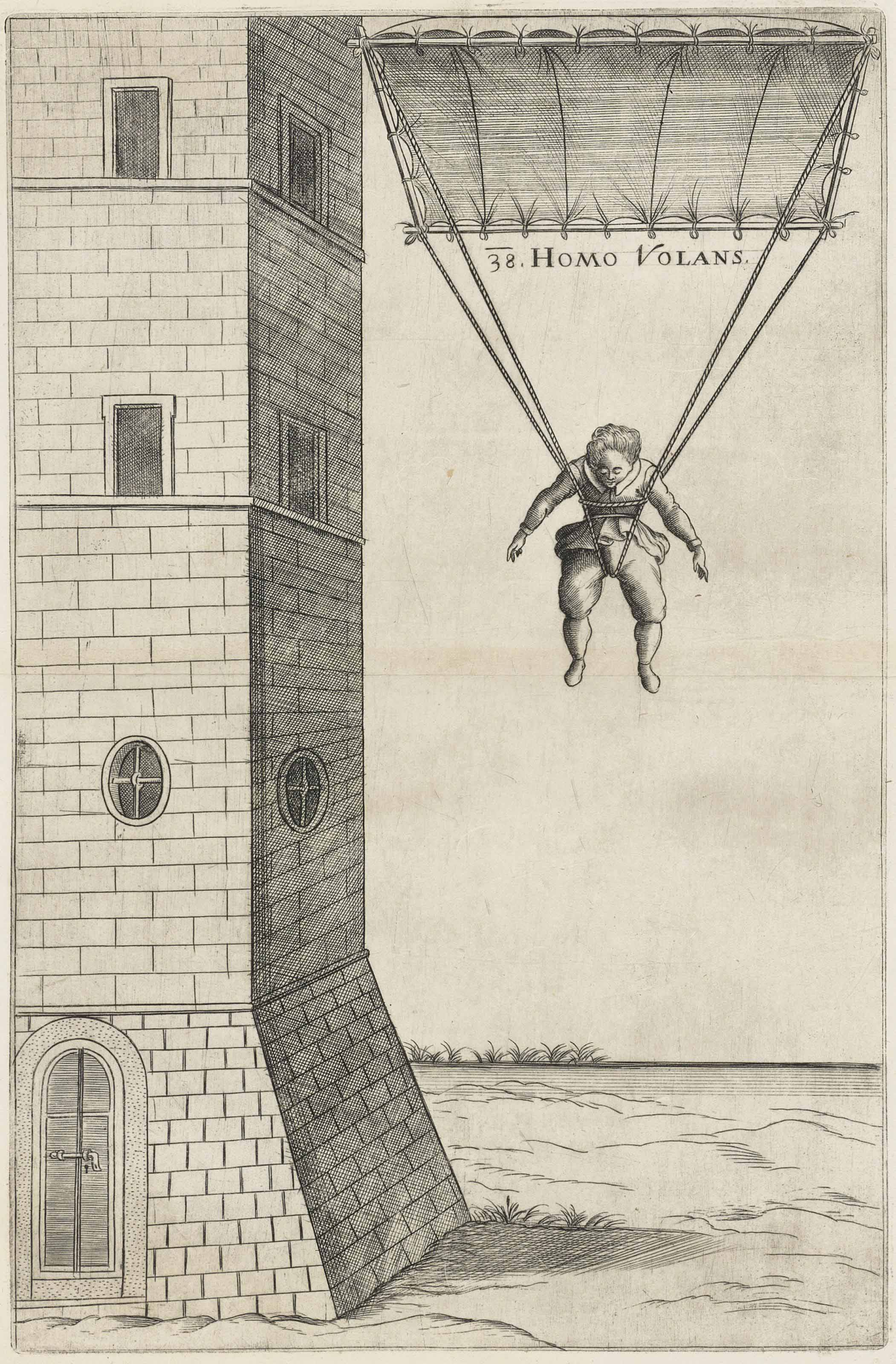
Homo volans, Fallschirm in seinen Machinae Novae

- Fausto Veranzio entwickelt in seinem Werk Machinae Novae unter anderem einen von Leonardo da Vinci inspirierten Entwurf eines Fallschirms.

### Kultur

#### Architektur und Bildende Kunst
- Die von Sultan Ahmed I. in Auftrag gegebene Sultan-Ahmed-Moschee in Istanbul, ein Hauptwerk der osmanischen Architektur, wird fertiggestellt.
- Artemisia Gentileschi wird als erste Frau an der Accademia di Belle Arti in Florenz aufgenommen.

#### Sonstiges
- Unter dem Pseudonym Gustavus Selenus publiziert Herzog August von Braunschweig-Wolfenbüttel sein Buch Das Schach- oder König-Spiel. Es ist das erste deutschsprachige Lehrbuch über Schach.
- Der deutsche Ort Ströbeck wird erstmals als schachverrücktes Dorf überliefert.
- Der Alchemist Johann Valentin Andreae veröffentlicht die Schrift Chymische Hochzeit Christiani Rosenkreuz anno 1459.

### Gesellschaft
- Georg Wilhelm, zukünftiger Kurfürst von Brandenburg, heiratet Elisabeth Charlotte von der Pfalz.

## Geboren

### Erstes Halbjahr
- 03. Januar: Caspar Aman, Hofkontrollor am kaiserlichen Hof in Wien († 1699)
- 05. Januar: Alexandre II. de Bournonville, französischer Militär in spanischen und kaiserlichen Diensten († 1690)
- 17. Januar: Bartholomäus Anhorn, Schweizer Pfarrer und Historiker († 1700)
- 20. Januar: Jerzy Sebastian Lubomirski, polnischer Magnat und Reichsfürst im Heiligen Römischen Reich († 1667)
- 23. Januar: Centurio Wiebel, kursächsischer Hofmaler († 1684)
- 27. Januar: Christen Aagaard, dänischer  Dichter († 1664)
- 31. Januar: Hermann Adolf zur Lippe-Detmold, Landesherr der Grafschaft Lippe-Detmold († 1666)
- 01. Februar: Sophie Elisabeth von Brandenburg, Herzogin von Sachsen-Altenburg († 1650)
- 02. Februar: Sébastien Bourdon, französischer Maler († 1671)
- 17. Februar: Matthias Abele von und zu Lilienberg, österreichischer Jurist und Schriftsteller († 1677)
- 11. März: Johannes Brever, deutscher lutherischer Theologe († 1700)
- 01. April: Christian Günther II., Fürst von Schwarzburg-Sondershausen zu Arnstadt († 1666)
- 05. April:  Friedrich von Pfalz-Zweibrücken, Pfalzgraf und Herzog von Pfalz-Zweibrücken († 1661)
- 16. April: Trijntje Keever, größte jemals vermessene Frau der Welt († 1633)
- 19. April: Ludwig IV., Herzog von Liegnitz († 1663)
- 01. Mai: Friedrich III., Markgraf von Brandenburg-Ansbach († 1634)
- 03. Mai: Heinrich Cosel, böhmischer Rechtswissenschaftler († 1657)
- 18. Mai: Johann Jakob Froberger, deutscher Komponist und Organist († 1667)
- 25. Mai: Carlo Dolci, italienischer Maler († 1686)
- 27. Mai: Christine Magdalena von Pfalz-Zweibrücken-Kleeburg, Markgräfin von Baden-Durlach († 1662)
- 06. Juni: François de Bourbon-Vendôme, Herzog von Beaufort, Pair von Frankreich († 1669)
- 24. Juni: Philipp, Fürst von Hohenzollern-Hechingen († 1671)
- 000Juni: John Thurloe, Chef des englischen Geheimdienstes unter Oliver Cromwell († 1668)

### Zweites Halbjahr
- 03. Juli: Shah Shuja, Sohn des indischen Großmoguls Shah Jahan († 1660)
- 10. Juli: Antonio del Castillo y Saavedra, spanischer Maler und Bildhauer († 1668)
- 17. Juli: John Leverett, Gouverneur der englischen Massachusetts Bay Colony († 1679)
- 24. August: Johannes Choinan, sorbischer Sprachforscher und Theologe († 1664)
- 30. August: Giovan Battista Nani, venezianischer Diplomat, Prokurator und Historiker († 1678)
- 14. September: Philips Angel van Middelburg, niederländischer Stillleben-Maler († 1683)
- 25. September: Alexander Morus, französisch-schottischer evangelischer Geistlicher und Hochschullehrer († 1670)
- 02. Oktober: Andreas Gryphius (eigentlich Greif), schlesischer Dichter († 1664)
- 21. Oktober: Camillo Astalli, Erzbischof von Catania, Kardinalkämmerer der Heiligen Römischen Kirche († 1663)
- 19. November: Eustache Le Sueur, französischer Maler († 1655)
- 03. Dezember: John Wallis, englischer Mathematiker († 1703)
- 16. Dezember: Guidobald von Thun und Hohenstein, Erzbischof von Salzburg und Bischof von Regensburg († 1668)
- 17. Dezember: Roger L’Estrange, englischer Verfasser von Flugblättern, Autor und ergebener Verteidiger des Königtums († 1704)
- 21. Dezember: Pietro Andrea Ziani, italienischer Organist und Komponist († 1684)
- 25. Dezember: Christian Hofmann von Hofmannswaldau, deutsch-schlesischer Lyriker und Epigrammatiker, Politiker und Diplomat († 1679)

### Genaues Geburtsdatum unbekannt
- Johann Daniel von Cronberg, deutscher Hofbeamter († 1673)
- Johann Klaj, deutscher Dichter († 1656)

## Gestorben

### Erstes Halbjahr
- 14. Januar: Theodor Riphan, Weihbischof in Köln (* 1577)
- 15. Januar: Simeon Bekbulatowitsch, Khan von Kasimow und Großfürst von Russland
- 15. Januar: Orazio Borgianni, italienischer Maler (* um 1578)
- 18. Januar: Karl von Arenberg, Graf von Arenberg (* 1550)
- 20. Januar: Melchior Eckhart, deutscher evangelischer Theologe (* 1555)
- 24. Januar: Agnes Cirksena, ostfriesische Prinzessin (* 1584)
- 15. Februar: George Carey, englischer Politiker, Lord Deputy of Ireland (* um 1541)
- 17. Februar: Pierre de Gondi, Bischof von Paris (* 1533)
- 21. Februar: Alphons Rodriguez, katholischer Priester (* 1526)
- 23. Februar: Matthia Ferrabosco, italienischer Komponist (* 1550)
- 28. Februar: Vinzenz Fettmilch, Frankfurter Schreiber und Lebkuchenbäcker, Anführer des Fettmilchaufstandes (* zw. 1565 und 1570)
- 28. Februar: Mikołaj Krzysztof Radziwiłł, Magnat und hochrangiger Funktionsträger in Polen-Litauen (* 1549)
- 03. März: Matthias de L’Obel, Botaniker und Leibarzt von James I. von England, Namensgeber der Lobelia (Lobelie-Pflanzengattung) (* 1538)
- 06. März: Francis Beaumont, englischer Dramatiker (* 1584)
- 08. März: Maria Anna von Bayern, Erzherzogin von Österreich (* 1574)
- 20. März: Augustin Haffner, Bürgermeister von Wien (* um 1550)
- 31. März: Johann Adolf, evangelischer Fürstbischof von Lübeck, Bischof von Bremen und Hamburg und Herzog von Schleswig-Holstein-Gottorf (* 1575)
- 04. April: Pompeio Arrigoni, italienischer Kardinal (* 1552)
- 09. April: Jacob Lucius der Jüngere, deutscher Buchdrucker (* um 1570)

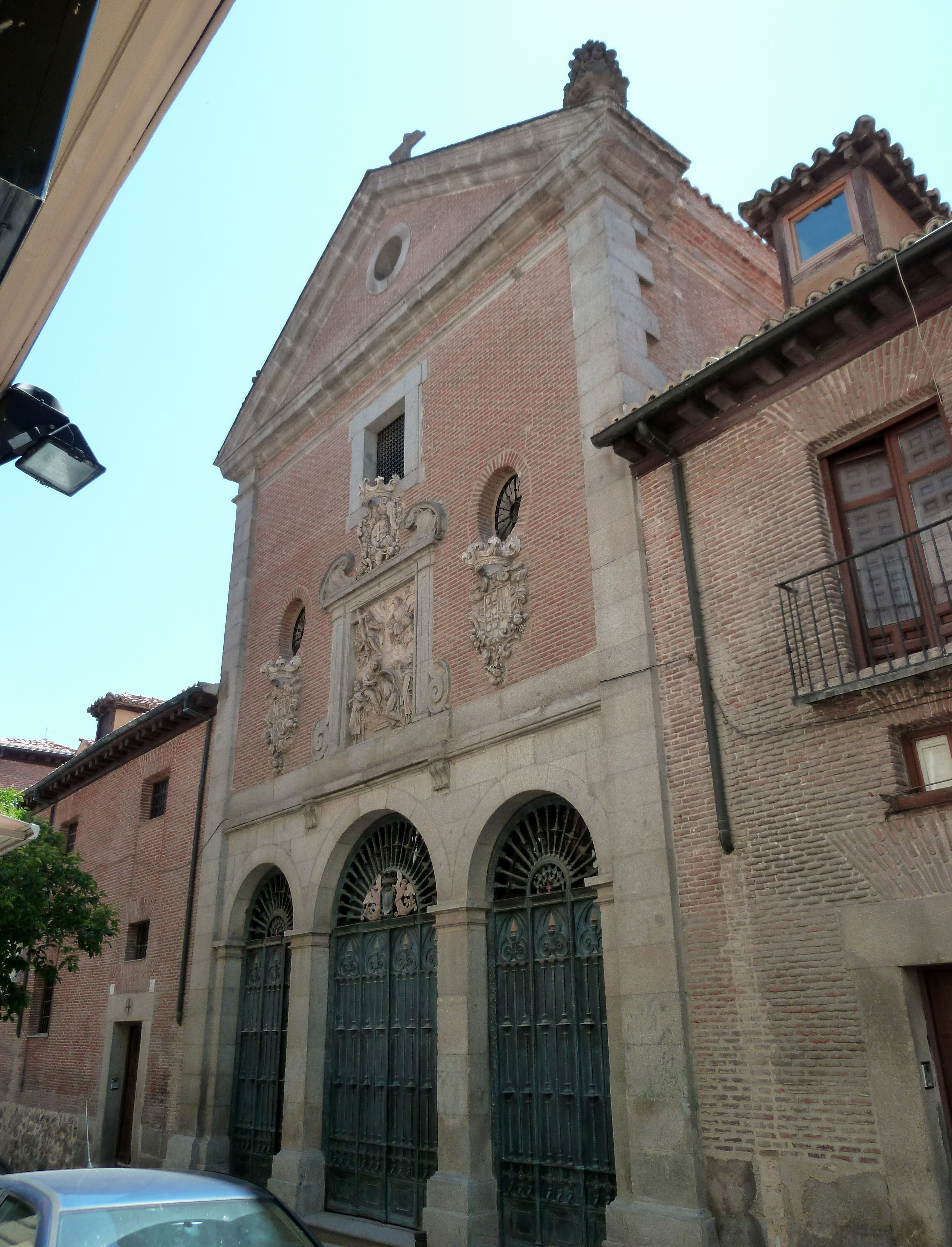
Das Kloster, in dem Cervantes bestattet wurde

- 22. April: Miguel de Cervantes, spanischer Autor (Don Quijote) (* 1547)
- 23. April: Inca Garcilaso de la Vega, peruanischer Schriftsteller (* 1539)

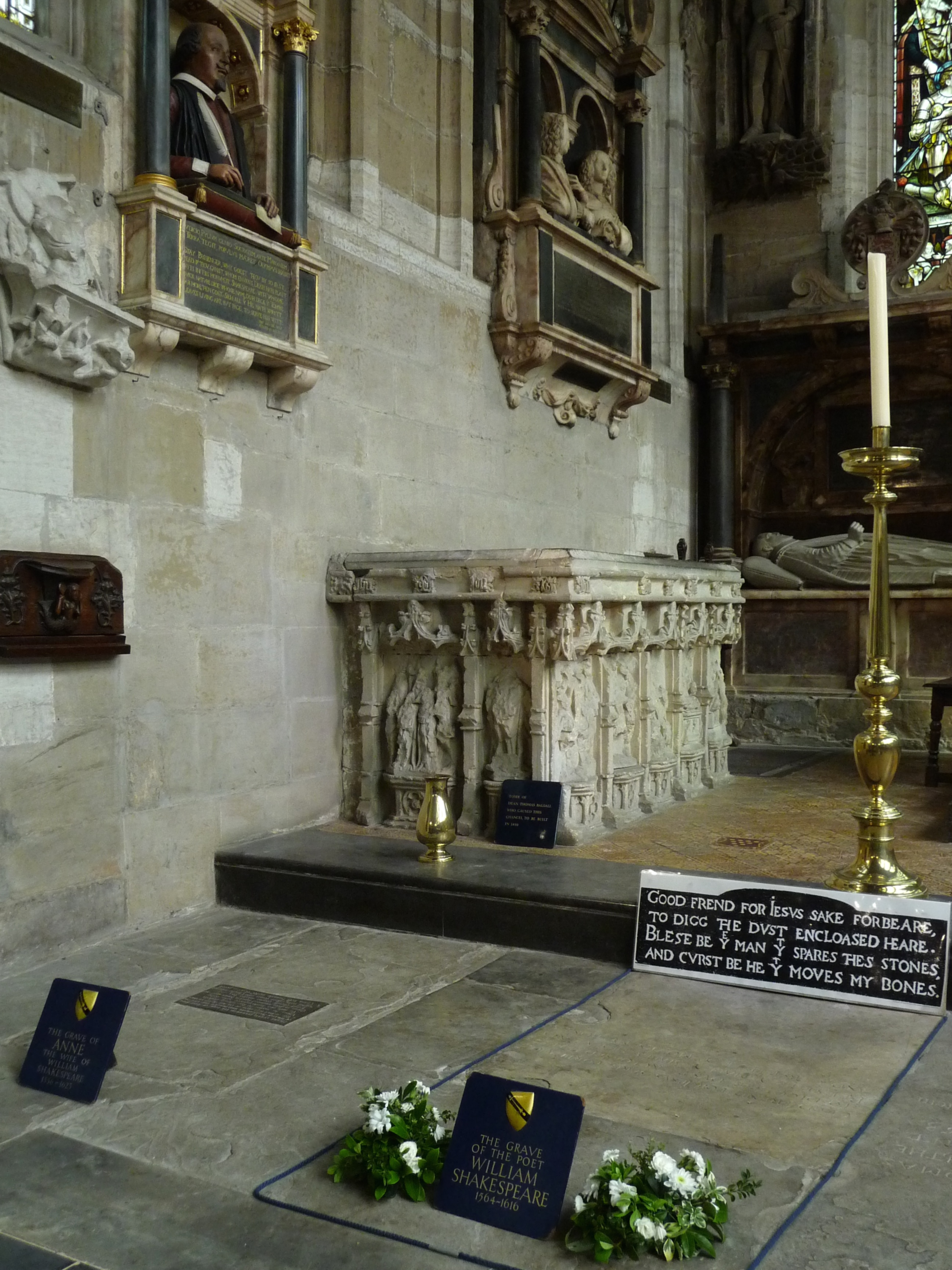
Shakespeares Grabstätte in der Holy Trinity Church

- 03. Mai: William Shakespeare, englischer Dramatiker, Lyriker und Schauspieler (* 1564)
- 04. Mai: Magdalena von Brandenburg, Landgräfin von Hessen-Darmstadt (* 1582)
- 12. Mai: Urban Pierius, deutscher evangelischer Theologe (* 1546)
- 18. Mai: Kanō Naizen, japanischer Maler (* 1570)
- 23. Mai: Henri de Luxembourg, duc de Piney, französischer Adeliger (* 1583)
- 24. Mai: Margaret Russell, englische Adelige und Alchimistin (* 1560)
- zwischen 24. und 31. Mai: Thomas Parry, englischer Politiker (* 1544)
- 01. Juni: Tokugawa Ieyasu, japanischer Feldherr, Shōgun und einer der „drei Reichseiniger“ (* 1543)
- 11. Juni: Johannes Wanckel, deutscher Geschichtswissenschaftler (* 1553)
- 16. Juni: Giuseppe Cenci, italienischer Sänger und Komponist
- 30. Juni: Sebastian Abesser, kur- und fürstlich-sächsischer Oberwild- und Jägermeister (* 1559)

### Zweites Halbjahr
- 06. Juli: Philipp Hahn, deutscher lutherischer Theologe (* 1558)
- 07. Juli: Anna von Württemberg, Herzogin von Wohlau, Herzogin von Ohlau und Herzogin von Liegnitz (* 1561)
- 13. Juli: Peter Tilicki, Bischof von Kulm, Ermland, Kujawien und Krakau (* 1543)
- 20. Juli: Aodh Mór Ó Néill, 2. Earl of Tyrone, irisches Clanoberhaupt (* um 1540)
- 25. Juli: Andreas Libavius, deutscher Universalgelehrter und Alchemist (* 1555)
- 28. Juli: Adrien d’Amboise, französischer Kaplan und Bischof von Tréguier (* 1551)
- 29. Juli: Christian Friis, dänischer Staatsmann (* 1556)
- 29. Juli: Tang Xianzu, chinesischer Bühnenautor (* 1550)
- 03. August: Hans Meinhard von Schönberg, kurpfälzischer und kurbrandenburgischer Feldobrister und Hofmeister des Kurfürsten der Pfalz (* 1582)
- 07. August: Wilhelm von Efferen, Fürstbischof von Worms (* 1563)
- 07. August: Vincenzo Scamozzi, italienischer Architekt (* 1548)
- 08. August: Cornelis Ketel, niederländischer Architekt, Bildhauer und Maler (* 1548)
- 23. August: Hans von Schweinichen, deutscher Schriftsteller (* 1552)
- 30. August: Philipp Wilhelm von Cornberg, deutscher Adliger (* 1553)
- 13. September: Anna Fugger, schwäbische Adelige (* 1584)
- 13. September: Heinrich Hagemeister, Bürgermeister von Stralsund (* 1549)
- 14. September: Johann Kolowrat von Liebsteinsky, böhmischer Adeliger und Hofkämmerer (* 1552)
- 29. September: Karl Ludwig zu Sulz, kaiserlicher Feldzeugmeister und Hofkriegsratspräsident (* 1560)
- 02. Oktober: Ernst Hettenbach, deutscher Physiker und Mediziner (* 1552)
- 10. Oktober: Maria von Oranien-Nassau, Gräfin von Hohenlohe-Neuenstein (* 1556)
- 14. Oktober: Martin Brenner, Fürstbischof von Seckau (* 1548)
- 23. Oktober: Richard Hakluyt, englischer Geograph und Schriftsteller (* um 1552)
- 23. Oktober: Leonhard Hutter, lutherischer Theologe (* 1563)
- 27. Oktober: Johann Richter, deutscher Astronom, Mathematiker und Instrumentenbauer (* 1537)
- 03. November: Agnes Hedwig von Anhalt, Kurfürstin von Sachsen und Herzogin von Schleswig-Holstein-Sonderburg-Plön (* 1573)
- 04. November: Hedwig von Ostfriesland, Herzogin von Braunschweig-Harburg (* 1535)
- 14. November: Johannes Krabbe, deutscher Kartograf, Astrologe, Astronom, Geometer und Instrumentenbauer (* 1553)
- vor dem 10. Dezember: Georg Leopold Fuhrmann, Nürnberger Buchdrucker, Musikverleger, Buchhändler, Kupferstecher und Lautenist (* 1578)
- 10. Dezember: Diogo de Couto, portugiesischer Historiker (* um 1542)
- 24./26. Dezember: Georg Thurzo, ungarisch-slowakischer Adeliger, Palatin von Ungarn (* 1567)
- 31. Dezember: Oswald Gabelkover, deutscher Arzt, Heraldiker und Historiker (* 1539)
- 000Dezember: Jacob Le Maire, niederländischer Seefahrer (* 1585)